# Alternativni postupci liječenja raka
Alternativni postupci liječenja raka   su u pravilu postupci koji nemaju odobrenje za korištenje koje izdaju nadležna državna tijela. Uključuju najrazličitije dijete, vježbe, kemijske ili prirodne pripravke, te sprave i postupke. Svi ovi postupci nisu znanstveno dokazali svoju efikasnost. Stoga se je većina ovih postupaka vremenom pokazala kao nedjelotvorna.
Treba naglasiti da su neki danas korišteni postupci nekada bili u području eksperimentalnog i neprovjerenog, poput kemoterapije koja se pokazala kao efikasan komplementarni postupak u liječenju raka zračenjem i kirurškim postupcima.
U Sjedinjenim Američkim državama je korištenje alternativnih postupaka liječenja malignih bolesti bilo regulirano od savezne vlade koja je 1992. utemeljila National Center for Complementary and Alternative Medicine (NCCAM), prvotno znan kao Office of Alternative Medicine (OAM)
. Više od 30 visokoškolskih institucija nudilo je općenite tečajeve alternativne medicine, među njima i Georgetown University, Columbia University, i Harvard University.

## Terminologija
Zajedno s alternativnim metodama liječenja često se poistovjećuju i komplementarne metode no dok prve nadomještaju službeno prihvatljive metode ove druge ih dopunjuju. Najpopularnije alternativne metode su razne dijete, te biljni pripravci i dodaci prehrani.

## Raširenost
Podaci o broju osoba koje pribjegavaju korištenju alternativnih ili komplementarnih metoda liječenja raka razlikuju se od regije do regije. Godine 2000. u Engleskoj je provedeno istraživanje o broju pacijentica koje su se liječile od raka dojke te je ustanovljeno da je od ukupnog broja od 1023 osobe oko 22,4 %  njih koristilo i komplementarne terapijske postupke. Ustanovljeno je i da je na ove postupka potrošena i ne beznačajna svota novca, te da ovom fenomenu treba dati primjerenu pažnju.
U Australiji je druga studija pokazala da je kod liječenja 46% djece oboljele od raka korišten i najmanje jedan alternativni ili komplementarni postupak. Ustanovljeno je i da 40% bolesnika bez obzira na dob također koristilo neki vid alternativnog ili komplementarnog liječenja. Kao najčešći postupci pokazali su se dijetarne terapije, antioksidansi, visoke doze vitamina, te pripravci biljnog porijekla.
U SAD o raširenosti primjene dovoljno govori osnivanje nacionalnog centra za alternativnu i komplementarnu medicinu još daleke 1992. godine.

## Nedjelotvorni postupci
Sljedeći tekst navodi listu terapeutskih postupaka koji su korišteni za liječenje ili prevenciju malignih tumora, no za njihovu djelotvornost nema niti znanstvenih niti dokaza iz medicinske prakse. Dapače postoje brojni dokazi o nedjelotvornosti istih. Za razliku od službeno prihvaćenih i provjerenih postupaka ovi se načini tretmana ignoriraju i izbjegavaju od pripadnika medicinske struke, te imaju određenu tendenciju ka pseudoznanstvenim tumačenjime malignih oboljenja. 
h
Bez obzira na prije rečeno ove se terapije i dalje drže djelotvornima, prije svega od osoba koje prakticiraju tkz. alternativnu medicinu. Znanost pak ove postupke smatra za obmanu i šarlatanstvo. Neki od praktikanata ovih postupaka bili su i pod istragom, a neki su i osuđeni zbog svoje aktivnosti.   U Engleskoj se neovlašteno reklamiranje ovakovih postupaka smatra krivičnim djelom.

### Alternativni sustavi liječenja
- Aromaterapija smatra da miris eteričnih ulja može liječiti bolesti.[11]
- Ajurvedska medicina oko 5 000 godina star sustav liječenja raširen u Indiji, no nema znanstvenih dokaza da liječi rak.[12]
- Nova njemačka medicina  sustav stvoren od Ryke Geerd Hamera oko 1935.Sve su bolesti posljedica emocionalnog šoka, službena medicina smatra se za dio židovske zavjere. Nema potvrda o djelotvornosti.[13]
- Travarstvo odnosno liječenje biljnim pripravcima, također nema jačih dokaza o efektivnosti u liječenju raka.[14]No, u nekim  se  zemljama  poput  primjerice Ruske  Federacije fitoterapija i dan danas  može  studirati  te  tamo školovani liječnici  pišu knjige  o   liječenju raka  fitoterapijom.[15][16]
- Holistička medicina, općenit termin koji osim fizičkih razmatra i psihičke i duhovne aspekte bolesti, holističkim se sustavima liječenja mogu nazvati https://www.cancerresearchuk.org/about-cancer/cancer-in-general/treatment/complementary-alternative-therapies/individual-therapies/herbal-medicine sve stare medicine, poput Indijske ajurvedske, kineske tradicionalne medicine, tibetanske medicine, ta stare grčke medicine koja se pod nazivom Unani Tib i danas prakticira u Indiji, Pakistanu i Afganistanu, također bez znanstvenih dokaza o djelotvornosti.[17]

Homeopatija  pseudoznanstven sustav liječenja, zasnovan na uporabi ultra razrijeđenih supstanci. Nema dokaza da liječi rak.
- Sustav liječenja sjevernoameričkih indijanaca  zasnovan na šamanizmu, navodno mogu liječiti rak i druge bolesti.[19] American Cancer Society navodi da nema dokaza da liječi rak ili bilo koju drugu bolest[19]
- Naturopatija  sustav baziran na vjeri u energetske sile u našem tijelu, preporučuju izbjegavanje konvencionalne medicine, navodno liječi i rak, no nema nikakvih znanstvenih dokaza o djelotvornosti.[20]
- Tradicionalna kineska medicina
- Tibetanska medicina
- Unani Tibb - Avicenina verzija stare grčke medicine, i danas se koristi u Indiji, Pakistanu i Afganistanu[nedostaje izvor]

### Na dijeti zasnovani alternativni načini liječenja raka
Promjena prehrane bila je preduvijet za liječenje svih težih bolesti već kod Hipokrata, ali i u svim starim medicinskim sustavima, poput indijske ajurvede, tradicionalne kineske medicine i tibetanske medicine.
- Alkalna dijeta  zasnovana na izbjegavanju kisele hrane, utemeljitelj Edgar Cayce (1877–1945), nema dokaza o djelotvornosti{[21]
- Breuss dijeta  zasnovana na sokovima od povrća i čajevima, osmislio austrijski poštar Rudolf Breuss (1899 - 1990), nema dokaza o djelotvornosti[22]
- Budwig dijeta  razvijena od Johanne Budwig (1908–2003), zasnovana na mješavini kravljeg sviježeg sira i lanenog ulja, te voću i povrću, bogata vlaknima, bez slatkiša i mesa, te salata s uljem, maslaca i margarina. Nema dokaza o djeloztvornosti u liječenju raka .[23]
- Post  zasnovan na uzdržavanju od jela odnosno pića neko određeno razdoblje. American Cancer Society navodi da nema dokaza o djelotvornosti istog[24]
- Makrobiotička dijeta  zasnovana na žitaricama i biološki uzgojenom povrću, te algama. Nema dokaza o djelotvornosti[25][26]

### Elektromagnetske i druge energetske terapije
- Biorezonatna terapija dijagnoza i tretman pomoću elektronskih sprava spojenih na pacijenta, nema dokaza o djelotvornosti i utemeljenosti&.[27]
- Orgonska terapija
- Reiki terapija

### Terapije zasnovane na biljkama ili gljivama
Treba naglasiti da sljedeći navodi ne znače da ljekovito bilje ne djeluje kod drugih lakših ali i težih oboljenja( no po stavovima American Cancer Society nikada nijedna biljka nije ništa liječila a kamoli rak).Dok u Europi postoje i tendencije da se potpuno zabrani korištenje ljekovitih biljaka u Rusiji se i danas kontinuirano koriste i istražuju i biljni lijekovi. Isto se može reći i za Indiju i Kinu, te zemlje tkz trećeg svijeta.
- Actaea racemosa  američka ljekovita biljka, od nje se proizvode razni dodaci prehrani, Cancer Research UK navodi da nema dokaza o djelotvornosti na rak.[28]
- Aloja  ljekovita biljka iz Afrike, gotov proizvod T-UP se bez osnove reklamira da djeluje i kod raka.[29]
- Amigdalin poznatiji pod tržišnim nazivomLaetrile, reklamira se da liječi rak, bez osnove i dokaza.[30]
- Andrographis paniculata  biljka se koristi u Ajurvedskoj medicini, reklamira se kao lijek i prevencija kod rakaa, bez dokaza o djelotvornosti.[31]
- Aronija, između ostalog navodno pomaže i kod raka[nedostaje izvor]
- Crni kim lat Nigela sativa, ljekovita biljka, navodno djelotvorna i kod raka, no nema dovoljno dokaza o djelotvornosti
- Cannabis sativa ssp.indica  omiljena laka droga, danas se promovira i kao lijek, nama dokaza da liječi rak[32][33]

- Capsicum  Ljuta paprika, postoji veći broj proizvoda, koji se bez osnove reklamiraju ikao lijek i prevencija kod raka[34]
- Čaga , lat. Inonotus obliquus, vrsta gljive koja se u Ruskoj Federaciji službeno koristi u liječenju raka još od 1955.  kada je ušla u   farmakopeju ondašnjeg Sovjetskog Saveza.[35]
- Ricinusovo ulje  vrlo cijenjeno u Ajurvedskoj i Kineskoj tradicionalnoj medicini, kod nas se koristi samo kao laksativ, no nema dokaza da pomaže kod raka kože ili bilo koje druge bolesti.[36]
- Klorela  vrsta alge, navodno liječi rak, no osnove za ovu tvrdnju nema.[37]

- Ehinacija&  američka biljka, reklamira se i da može liječiti i rak, no nema dokaza za isto[38]
- Đumbir omiljeni začin indijske i kineske kuhinje, prema American Cancer Society, "nema dokaza da liječi rak".[39]
- Ginseng, korijen koji se dugo koristi u tradicionalnoj kineskoj medicini, cijena prvorazrednih primjeraka višestruko veća od cijene zlata, no prema American Cancer Society nema znastvenih dokaza da liječi rak.[40]
- Goji  jestive i ljekovite bobe ove biljke navodno povoljno djeluju i kod malignih bolesti[nedostaje izvor]
- Kombucha&, fermentirani čaj, navodno liječi brojne bolesti, no nema dokaza za isto[41]

- Imela, koristi se u antropozofskoj medicini, navodno liječi i rak, po American Cancer Society, nema dokaza za ove navode.[42]

- Kurkuma indijski začin, izrazito ljekovita biljka, navodno djeluje i kod malignih bolesti[nedostaje izvor]
- Likopen tvar koju nalazimo prije svega u rajčici i biljci Elaeagnus umbellata (goumi ), navodno djeluje i kod malignih bolesti prostate[nedostaje izvor]
- Ljekovite gljive, putem interneta ih se reklamira i za liječenje raka(hrastova sjajnica,zec gljiva,šitake itd.), no nema dokaza za ove tvrdnje.[43]

- Maklura, jedenje plodova ove biljke navodno liječi rak, no nema znastveno prihvatljivih dokaza o istom.
- Noni sok sok ploda biljke Morinda citrifolia reklamira se kao lijek za rak, no bez dokaza o djelotvornosti.[44]
- Nim indijska biljka, navodno djelotvorna i kod malignih oboljenja[nedostaje izvor]
- Crvena djetelina nema dokaza o djelotvornosti kod liječenja raka."[45]
- Pšenična trava prema American Cancer Society, nema dokaza da je efektivna u liječenju raka.[46]

- Schisandra chinensis kineska biljka jestivih i ljekovitih plodova,navodno pomaže i kod raka[nedostaje izvor]

### Sintetizirane kemikalije i druge tvari
- 714-X znan i kao  "trimethylbicyclonitramineoheptane chloride", je komercijalni proizvod koji se prodaje uz tvrdnje da može liječiti i rak, bez ikakove itemeljenosti ove tvrdnje.[47]
- Apiterapija&  liječenje pomoću meda i pčelinjeg otrova, reklamira se i da ima antikancerogena svojstva, no bez ikakove utemeljenosti spomenutog.[48]

- Citokin terapija terapeutski pripravak od citokina dobivenog iz krvi osoba oboljelih od raka[49][50] Nikolaus Klehr je osmislio ovaj postupak, dermatolog i vlasnik klinika u Salzburgu i Münchenu.[51] PremaGerman Cancer Aid, postupak upitne efektivnosti, i nejasnog mehanizma djelovanja.[52]
- Koloidno srebro  prodaje se kao lijek za rak i druge bolesti, ovi preparati ne liječe rak i njihova uporaba može biti štetna.[53]
- Kefir fermentirani mliječni napitak, navodno djelotvoran i kod raka[nedostaje izvor]
- Kerozin jedna od terapija u kojoj se kao terapija piju derivati nafte ili terpentin, navodno liječi rak[nedostaje izvor]
- Oxygen terapija  davanje injekcija vodikovog peroksida ili uvođenje kisika u rektum, vaginu ili drugi tjelesni otvor. American Cancer Society navodi da je postupak nedjelotvoran i potencijalno opasan,[54]

- Soda bikarbona  ili pekarska soda, ponekad se uzimanje iste preporuča kao postupak za liječenje raka. American Cancer Society kaže da za ovo nema nikakove osnove"[55]
- Šilajit, ili mumijo, smolasta tvar koja nastaje na suncu izloženim stijenama u Himalaji, između ostalog se preporuča i za liječenje malignih bolesti[nedostaje izvor]
- Urinoterapija  odnosno ispijanje vlastite mokraće također se navodi kao alternativni lijek za rak. Danas je najviše propagira Rus Genadij Petrovič Malahov, najpoznatiji ruski pobornik alternativnih metoda liječenja. Dosta jaka zajednica koja propagira ovaj postupak postoji i u Indiji, Kini, te Njemačkoj. American Cancer Society navodi da za ovaj postupak nema nikakove utemeljenosti.[56][57]
- Vitacor  vrsta vitaminskog dodatka prehrani, jako se reklamira na internetu, no bez ikakove utemeljenosti.[58][59]

### Fizički postupci
- Primijenjena kineziologija  praksa dijagnostike i tretiranja bolesti dodirom, te promatranja pacijenta te traženja određenih znakova u mišićima, postupak nema efikasnosti kod raka.[60]
- Joga iako nije lijek joga svakako pomaže pacijentima oboljelim od raka, prije svega značajnim poboljšanjem kvalitete života, te poboljšanjem njihovog fizičkog stanja.[61][62]
- Kiropraktika  liječenje bolesti putem tretmana na kičmi, nema doka za o djelovanju na rak.[63]
- Kraniosakralna terapija postupak osmišljen od John Upledgera oko 1970. Masaža lubanje, nema dokaza o djelotvornosti kod raka.[64]
- Čišćenje debelog crijeva praksa čišćenja debelog crijeva ili klistiranjem ili pomoću laksativa ili jogističkom tehnikom zvanom šankprakšalana(no ova vježba čisti cijeli crijevni sustav i želudac).Nema dokaza o djelotvornosti kod malignih bolesti.[65]

## Komplementarni postupci
Sljedeći primjeri navode komplementarne postupke navedene u literaturi, zovemo ih "komplementarnim" zato što se koriste uz općeprihvaćene metode liječenja raka poput kemoterapije i kirurških zahvata, alternativne se metode pak koriste kao nadomjestak standardnih medicinskih postupaka.
- Akupunktura može pomoći kod pospanosti pacijenata no ne liječi samu bolest.[66]
- Psihoterapija smanjuje zbunjenost i poboljšava kvalitetu života bolesnika putem poboljšanog raspoloženja.[67]
- Masaža može privremeno smanjiti bol.[68]
- Hipnoza i meditacija mogu poboljšati kvalitet života oboljelih od raka.[67]
- Glazbena terapija također poboljšava raspoloženje bolesnika.[67]

## Vanjske poveznice
- Cure-ious? Ask. If you or someone you care about has cancer, the last thing you need is a scam from the US Federal Trade Commission
- 187 Cancer Cure Frauds  Arhivirana inačica izvorne stranice od 23. srpnja 2017. (Wayback Machine) from the US Food and Drug Administration
- Herbs, Botanicals & Other Products from Memorial Sloan-Kettering Cancer Center
- National Center for Complementary and Alternative Medicine
- Thousand Plants against Cancer without Chemotherapy   Arhivirana inačica izvorne stranice od 11. prosinca 2015. (Wayback Machine)